# Adesmus monnei
Adesmus monnei es una especie de escarabajo longicornio del género Adesmus, categorizada en la tribu Hemilophini, de la subfamilia Lamiinae. Fue descrita por Galileo & Martins en 2009.

## Descripción
Mide 13,1 mm de longitud.

## Distribución
Se distribuye por Brasil y Guayana Francesa.